# Paragus ascoensis
Paragus ascoensis är en tvåvingeart som beskrevs av Goeldlin och Lucas 1981. Paragus ascoensis ingår i släktet stäppblomflugor, och familjen blomflugor. Inga underarter finns listade i Catalogue of Life.